# サンフロント
サンフロント（伊: Sanfront）は、イタリア共和国ピエモンテ州クーネオ県にある、人口約2,400人の基礎自治体（コムーネ）。

## 地理

### 位置・広がり
| 隣接するコムーネは以下の通り。 - バルジェ - ブロッサスコ - エンヴィーエ - ガンバスカ - パエザーナ - リフレッド - サンペイレ |

#### 地震分類
イタリアの地震リスク階級 (it) では、3s に分類される
。